# Текущие активы
Теку́щие акти́вы (англ. current assets) — активы, которые в течение одного производственного цикла или одного года могут быть обращены в денежные средства.
В отличие от долгосрочных активов компании текущие активы не предназначены для длительного использования.
Текущие активы отражаются во втором разделе баланса.

## Виды текущих активов
В перечень текущих активов входят:

### Высоколиквидные активы
- Денежные средства в банках
- Наличные деньги
- Ликвидные ценные бумаги
- Дебиторская задолженность
- Вклады
- Счета служащих
- Другие неоплаченные счета

### Запасы
- Готовая продукция
- Незавершённое производство
- Сырьё
- Другие материалы